# Deane (Hampshire)
Deane – wieś w Anglii, w hrabstwie Hampshire, w dystrykcie Basingstoke and Deane. Leży 24 km na północny wschód od miasta Winchester i 82 km na zachód od Londynu. W 2001 miejscowość liczyła 5322 mieszkańców.